# میرزا عزیز ککه

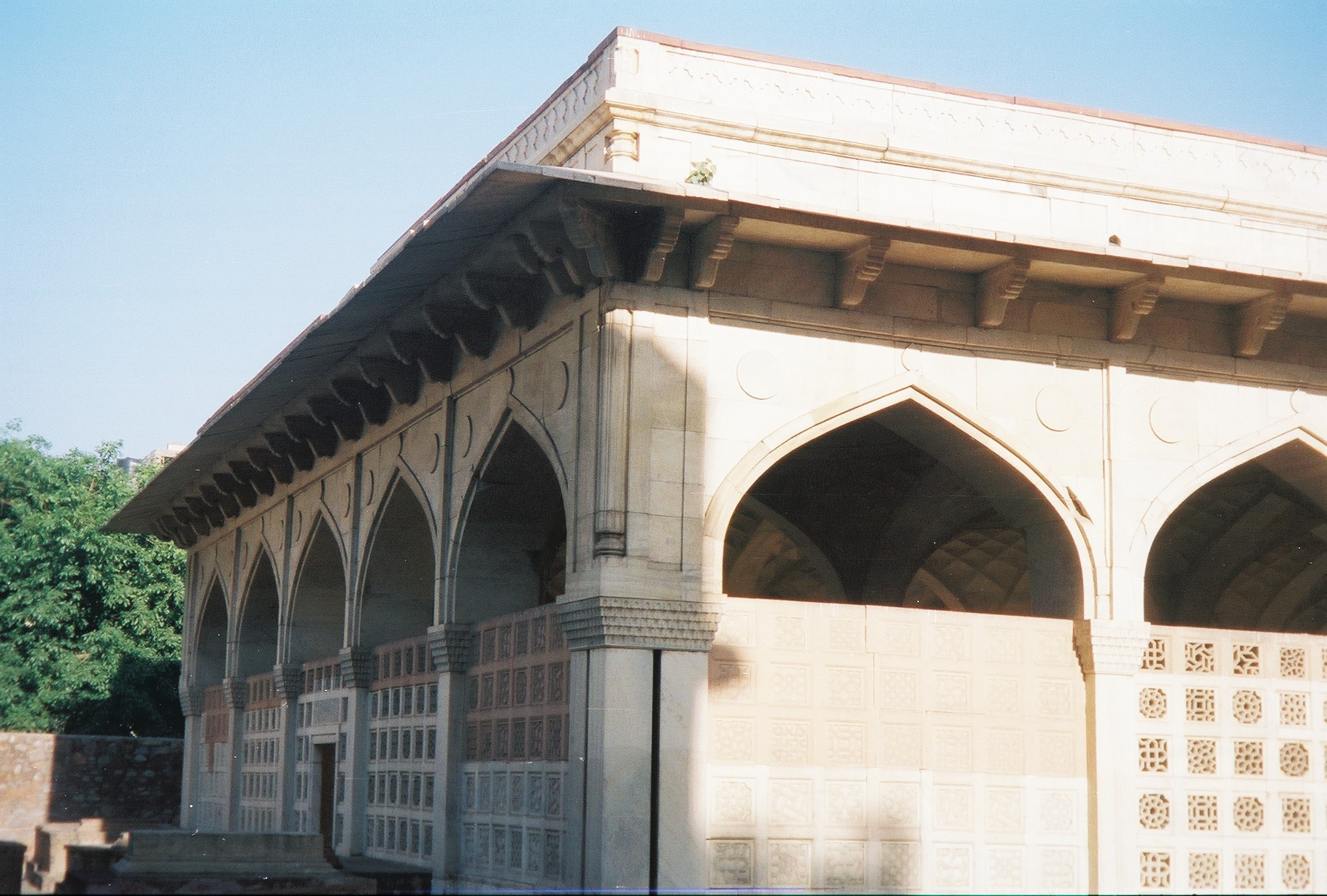
مقبره عزیز کُکه

میرزا عزیز کُکَه یا عزیز کوکا (ح. 1542 – c. 1624) که با نام کوکَلتاش نیز شناخته می‌شد و لقب خان اعظم داشت، یکی از برادران رضاعی اکبر کبیر بود که از بزرگان برجسته دربار امپراتوری گورکانی در عصر سلطنت اکبر و جهانگیر به حساب می‌آمد. او همچنین صوبه‌دار صوبهٔ گجرات بود.

## زندگی‌نامه

### اوایل زندگی
او پسر شمس الدین آتاگا خان، نخست‌وزیر اکبر، و دایه اکبر، جیجی آنگا، بود. از این رو لقب او «کُکَه» به معنی «برادر رضاعی» است (معادل کاکو یا کاک در برخی گویش‌های ایران). آتاگا خان توسط ادهم خان، پسر حسود ماهم آنگه، یکی دیگر از دایه‌های اکبر، در سال ۱۵۶۲ به قتل رسید. پس از آن، عزیز ککه آرامگاه پدرش را در کنار نظام الدین اولیا در دهلی در سال‌های ۱۵۶۶–۱۵۶۷ ساخت. لیکن ادهم خان به دستور اکبر اعدام شد.
پس از این که اکبر گجرات را فتح کرد، عزیز کُکا را فرماندار صوبه جدید کرد. در سال ۱۵۷۳، گجراتی‌ها شورش کردند و عزیز را در احمدآباد محاصره کردند. اما او از شهر دفاع کرد تا این که لشکر اکبر به کمک او شتافت. در سال ۱۵۷۹، او به فرمانداری بیهار منصوب شد و دستور سرکوب شورش در بنگال به او صادر شد. با این حال، او تا سال بعد که شورشیان شروع به تصرف بیهار کردند، اقدامی نکرد. هنگامی که در سال ۱۵۸۶ میلادی هم شاه به او دستور داد به دکن حمله کند، مجدداً تمایلی نداشت.
اکبر نسبت به عزیز، برادر رضاعی و همبازی دوران کودکیش، بسیار مهربان بود. با وجود این، عزیز به آسانی از اکبر شاه اطاعت نمی‌کرد. او به ویژه با قانون اکبر مبنی بر علامت گذاری همه اسب‌ها مخالف بود و نمی‌خواست بنا بر آیین جدید درباری اکبر سجده کند. هنگامی که عزیز در سال ۱۵۹۲ به دربار احضار شد، به جای آن به زیارت مکه رفت. در آنجا به مدت یک سال و نیم در امور حج ماند تا این که اکبر او را بخشید و به مناصب خود بازگرداند.

### پس از آن
اما در دوران حکومت جهانگیر مناصب بسیاری را از دست داد، زیرا او به همراه راجا من سینگ اول از شورش پسر ارشد شاهزاده سلیم، خسرو میرزا، که منتخب اکبر برای جانشینیش بود و درجات او بالاتر از پدرش بود، حمایت کرد. شورش خسرو در سال ۱۶۰۶ سرکوب شد. او ابتدا نابینا شد و سپس به زندان افتاد. جهانگیر در اقدامی تلافی جویانه، بسیاری از اختیارات متحدان خسرو را گرفت و در جهانگیرنامه آنها را سرزنش کرد. عزیز ککه به قدری خواهان حکومت خسرو بود که پس از آن هم کوتاه نیامد و از کردار خود دفاع می‌کرد.
بعدها عزیز ککه موقعیت خود را بازیافت، اما هرگز نتوانست مانند قبل از حمایت سلطنت برخوردار شود.
یک دختر او با خسرو میرزا ازدواج کرد. یکی دیگر از دختران او، حبیبه بانو بیگم، در سال ۱۵۸۷ با چهارمین پسر اکبر، شاهزاده مغول سلطان مراد میرزا ازدواج کرد. و دارای دو پسر به نام‌های رستم میرزا (متولد ۱۵۸۸) و علم میرزا (متولد ۱۵۹۰) بود.
او آرامگاه خود را به نام Chausath Khamba، به معنای واقعی کلمه ۶۴ ستون، در طول سال‌های ۱۶۲۳–۱۶۲۴، در نزدیکی مجموعه زیارتگاه نظام الدین درگاه در دهلی ساخت.